# Relations entre la Mongolie et Taïwan
Les relations entre la Mongolie et Taïwan désignent les relations internationales s'exerçant entre, d'une part, la Mongolie, et de l'autre, la république de Chine.
En l'absence de relations diplomatiques officielles entre les deux États, chacun d'entre eux est représenté auprès de l'autre par un bureau de représentation.

## Relations diplomatiques
En 1911, le territoire de la Mongolie déclare son indépendance vis-à-vis de l'Empire chinois de la dynastie Qing en tant que Khaganat de Mongolie du Bogdo, soit peu de temps avant la disparition de l'Empire au profit de la république de Chine.
Les forces chinoises perdurent encore sur le territoire pendant quelques années, jusqu'en 1921 où ils n'exercent plus aucun contrôle effectif sur leur province de la Mongolie-Extérieure ; la province constitue encore de jure une partie du territoire chinois.
En février 1945, lors de la conférence de Yalta, le dirigeant de l'Union soviétique Joseph Staline obtient l'accord des États-Unis et de la Grande-Bretagne pour la maintien du statu quo sur le statut du territoire mongol. Néanmoins, il encourage la tenue d'un référendum sur l'indépendance de la Mongolie l'été suivant. La république de Chine de Tchang Kaï-chek, qui voit le territoire de la Mongolie-Intérieure occupée par les troupes soviétiques des suites de la Seconde Guerre mondiale, concède le territoire de la Mongolie-Extérieure sous condition de la tenue d'un tel référendum ainsi que de l'abandon du soutien soviétique au Parti communiste chinois ; le Traité d'amitié et d'alliance est alors acté. Le scrutin se concluant sur un avis favorable à l'indépendance, la république de Chine reconnaît officiellement en janvier 1946 la souveraineté de la Mongolie-Extérieure, dorénavant connue en tant que République populaire mongole.
Lors de la Guerre civile chinoise opposant les forces de la république de Chine à celles du Parti communiste chinois, Tchang Kaï-chek dénonce la violation des engagements soviétiques du traité de 1945, ces derniers ayant soutenu le PCC durant le conflit. Le traité sera quelques années plus tard officiellement révoqué par le gouvernement de la république de Chine exilé sur l'île de Taïwan, le 23 février 1953. De fait, les cartes officielles de la république de Chine feront apparaître le territoire de la Mongolie-Extérieure parmi ses frontières pendant plusieurs décennies.
Le 25 octobre 1971, la Mongolie se prononce en faveur de la résolution 2758 de l'Assemblée générale des Nations unies, qui sera alors adoptée, actant l'intégration de la république populaire de Chine aux Nations unies aux dépens de la république de Chine.
En 2002, dans l'optique de promouvoir leurs relations bilatérales, la Mongolie et Taïwan établissent un accord conduisant à l'établissement d'un bureau de représentation dans chacune de leurs capitales. À cette occasion, le ministère des Affaires étrangères, alors dirigé par le ministre Eugene Chien (en), décide le 3 octobre d'exclure le territoire de la Mongolie des limites de la carte officielle de la république de Chine et de reconnaître son indépendance.